# Linfonodi della testa e del collo

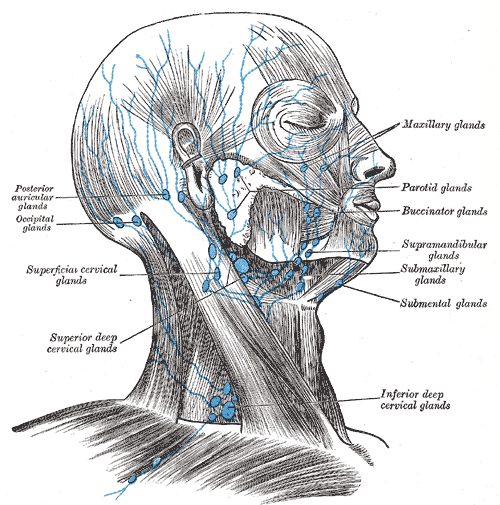
Drenaggio linfatico del capo

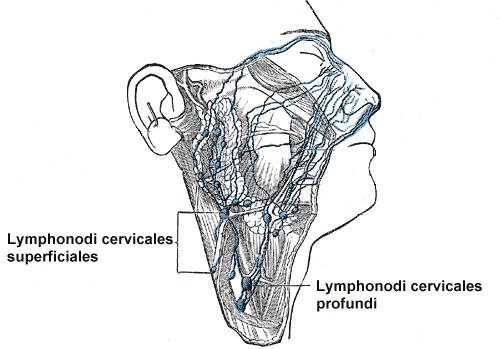
Linfonodi cervicali superficiali e profondi

Il linfonodi della testa e del collo sono organi linfoidi secondari presenti nelle regioni topografiche della testa e del collo. La nomenclatura relativa a queste formazioni anatomiche è stata oggetto di numerose revisioni nel corso dei secoli e numerosi editori hanno contribuito all'eterogeneità dei criteri di classificazione. 
La terminologia anatomica ufficiale adotta un criterio di classificazione topografico e suddivide i linfonodi nei seguenti raggruppamenti:
| Linfonodo                     | Livello 1 di Suddivisione                                                          | Livello 2 di suddivisione | Livello 3 di suddivisione |
| ----------------------------- | ---------------------------------------------------------------------------------- | --- | ------------------------- |
| Linfonodi Occipitali          |                                                                                    | |                           |
| Linfonodi Mastoidei           |                                                                                    | |                           |
| Linfonodi Parotidei           | Superficiali                                                                       | |                           |
| Linfonodi Parotidei           | Profondi                                                                           | 1. Linfonodi pre-auricolari; 2. Linfonodi infra-auricolari; 3. Linfonodi intraghiandolari                                      |                           |
| Linfonodi Facciali            | Linfonodo buccinatore Linfonodo nasolabiale Linfonodo malare Linfonodo Mandibolare | |                           |
| Linfonodi Linguali            |                                                                                    | |                           |
| Linfonodi Sottomentonieri     |                                                                                    | |                           |
| Linfonodi Sottomandibolari    |                                                                                    | |                           |
| Linfonodi Cervicali Anteriori | Superficiali (detti anche Linfonodi giugulari anteriori)                           | |                           |
| Linfonodi Cervicali Anteriori | Profondi                                                                           | 1. Linfonodi Infraioidei 2. Linfonodi Tiroidei 3. Linfonodi pretracheali 4. Linfonodi paratracheali 5. Linfonodi retrofaringei | Linfonodi Prelaringei     |
| Linfonodi Cervicali Laterali  | Superficiali                                                                       | |                           |
| Linfonodi Cervicali Laterali  | Profondi superiori                                                                 | 1. Linfonodo giugulodigastrico 2. Linfonodo laterale 3. Linfonodo anteriore                                                    |                           |
| Linfonodi Cervicali Laterali  | Profondi inferiori                                                                 | 1. Linfonodo giugulo-omojoideo 2. Linfonodo laterale 3. Linfonodi anteriori                                                    |                           |
| Linfonodi Sopraclavicolari    |                                                                                    | |                           |
| Linfonodi Accessori           | Linfonodi retrofaringei                                                            | |                           |

Nello specifico i linfonodi del collo sono presenti nel compartimento anteriore delimitato dai due muscoli sternocleidomastoideo e dal muscolo trapezio, possono essere suddivisi in 6 livelli, secondo una classificazione prettamente chirurgica (un settimo livello era presente nella classificazione precedente). Posteriormente a tali muscoli sono presenti altri piccoli gruppi linfonodali, tra cui i periauricolari e gli occipitali, che non sono normalmente di pertinenza chirurgica, in quanto compresi all'interno di fasce muscolari e non in rapporto stretto con gli organi del collo, ma che drenano verso queste strutture.

## Classificazione

### I livello
Viene a sua volta suddiviso in due compartimenti:

#### Livello Ia
Comprende i linfonodi definiti sottomentonieri, delimitati dalla porzione anteriore della mandibola, dall'osso ioide e dal ventre anteriore del muscolo digastrico. Provvede al drenaggio delle porzioni anteroinferiori della bocca (labbro, gengive, lingua) e della ghiandola sottolinguale.

#### Livello Ib
Comprende i linfonodi definiti sottomandibolari, delimitati da mandibola, muscolo stiloioideo e ventri anteriore e posteriore del muscolo digastrico. Provvede al drenaggio del cavo orale, della ghiandola sottomandibolare.

### II livello
Vi sono situati i linfonodi perigiugulari alti, in stretta correlazione con la vena giugulare (e così anche i linfonodi del III e del IV livello), delimitati posteriormente dall terzo superiore muscolo sternocleidomastoideo, superiormente dalla base cranica, lateralmente del muscolo stiloioideo e anteriormente dell'osso ioide. Drenano cavità nasali, porzione posteriore del cavo orale, laringe e faringe.

### III livello
Situato inferiormente al II livello, raggruppa i linfonodi perigiugulari medi ed è delimitato posteriormente dal terzo medio del muscolo sternocleidomastoideo e anteriormente sempre dall'osso ioide e dalla cartilagine tiroidea. Provvede al drenaggio di faringe e laringe.

### IV livello
Situato inferiormente al III livello e delimitato dalle stesse strutture (posteriormente dal terzo inferiore del muscolo sternocleidomastoideo), comprende i linfonodi perigiugulari inferiori. Essi provvedono al drenaggio di laringe, tiroide, porzione inferiore della faringe e porzione superiore dell'esofago.

### V livello
Comprende i linfonodi sovraclaveari ed è il compartimento più posteriore, situato profondamente al muscolo sternocleidomastoideo, anteriormente al muscolo trapezio e superiormente alla clavicola. Provvede direttamente al drenaggio della faringe e della parotide e, tramite le stazioni linfonodali retroauricolare e occipitale, del cuoio capelluto. È a sua volta diviso, dal passaggio del nervo accessorio, in livello Va e livello Vb.

### VI livello
Si tratta del livello più anteriore, situato tra sterno inferiormente, osso ioide superiormente e arterie carotidi lateralmente. Comprende i linfonodi prelaringei, pretracheali, paratracheali e peritiroidei e raccogli la linfa da tiroide, laringe, porzione superiore dell'esofago.

## Settimo livello
La classificazione precedente prevedeva di considerare i linfonodi mediastinici alti come livello linfonodale cervicale, in relazione allo stretto rapporto con la tiroide nei casi di gozzo a interessamento mediastinico. Attualmente vengono considerati a pieno titolo tra i linfonodi toracici.